# Donald J. Kutyna
Donald Joseph Kutyna (né le 6 décembre 1933 à Chicago) est un militaire américain.
Général de l'armée de l'air américaine, il est commandant en chef du Commandement de la défense aérospatiale de l'Amérique du Nord (NORAD) et du United States Space Command (USSPACECOM) de 1990 à 1992, et commandant de l'Air Force Space Command (futur Space Operations Command (en), SpOC) à la base aérienne Peterson de 1987 à 1990.
Il a aussi participé à la Commission Rogers.